# Hiệu ứng Brookings

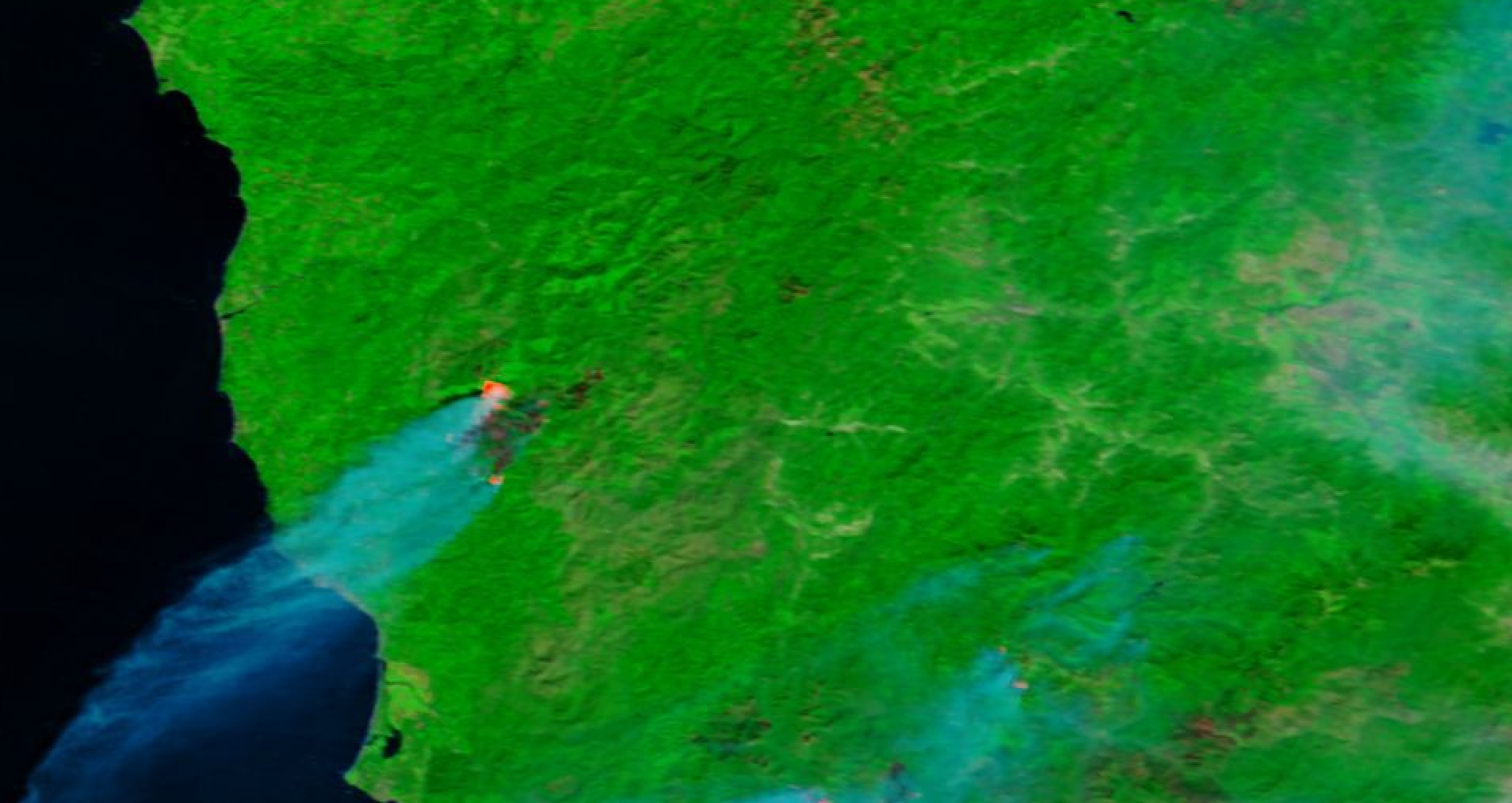
Chetco Bar Fire in Brookings có hiệu lực gió vào ngày 19 tháng 8 năm 2017, hình ảnh vệ tinh MODIS Terra 721. Nguồn dữ liệu: https://worldview.earthdata.nasa.gov/

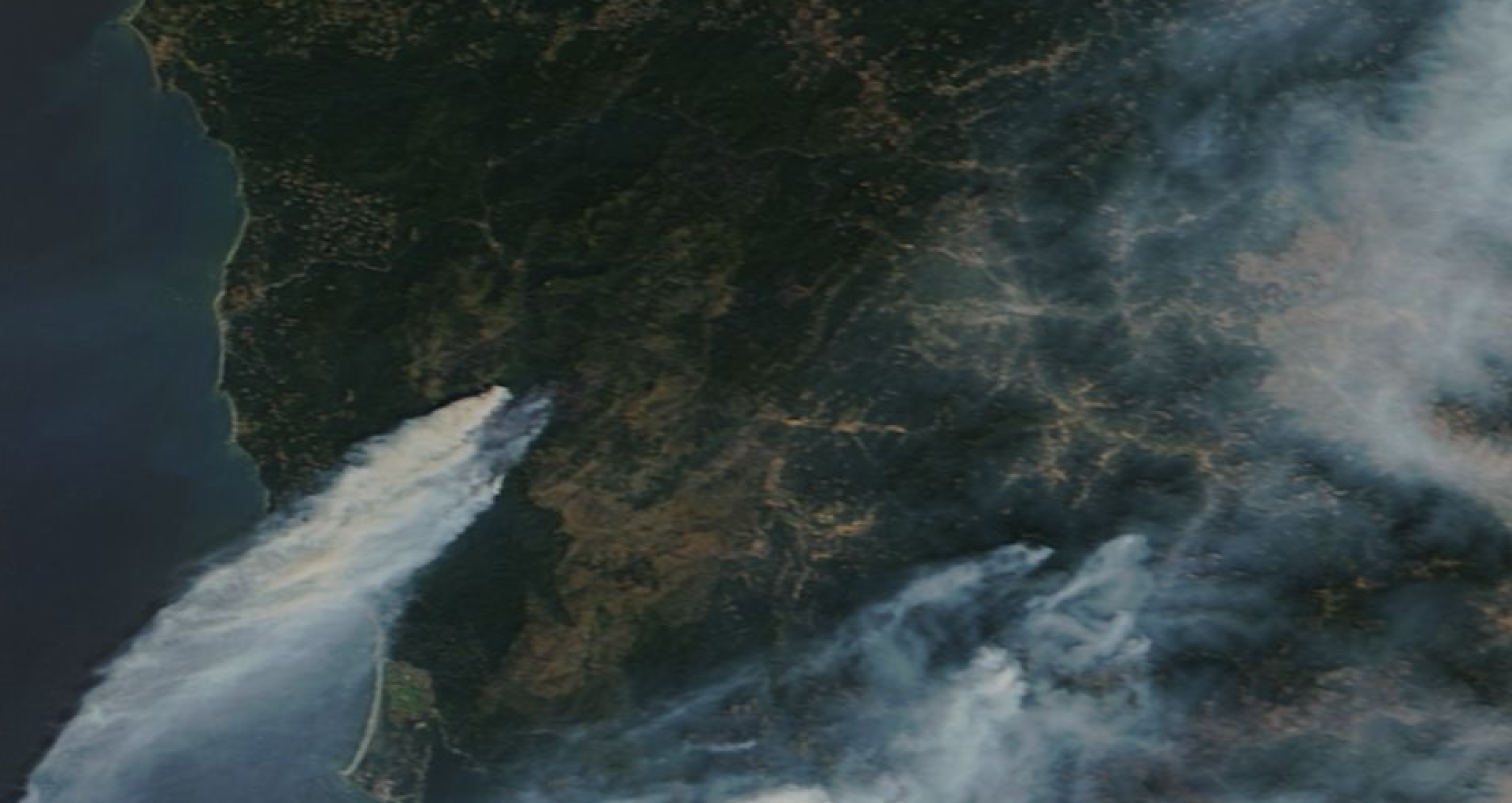
Chetco Bar Fire in Brookings có hiệu lực gió vào ngày 19 tháng 8 năm 2017, hình ảnh vệ tinh có thể nhìn thấy MODIS. Nguồn dữ liệu: https://worldview.earthdata.nasa.gov/

Chetco Bar Fire, ngày 18 tháng 10 năm 2017, Landsat 8 OLI, hồng ngoại màu sai, dải 758. Nguồn dữ liệu: https://earthexplorer.usgs.gov/

Bánh quy lửa, ngày 23 tháng 9 năm 2002, Landsat 5 TM, hồng ngoại màu sai, dải 642. Nguồn dữ liệu: https://earthexplorer.usgs.gov/

Hiệu ứng Brookings là một cơn gió katabatic ảnh hưởng đến bờ biển phía nam bang Oregon. Việc sưởi ấm đáng tin cậy làm tăng nhiệt độ và giảm độ ẩm tương đối khi gió, do áp lực cao trên Đại bồn địa Hoa Kỳ, đi qua các sườn phía tây của Dãy núi Cascade và Dãy bờ biển Oregon. Nó có thể xảy ra bất cứ lúc nào trong năm tạo ra nhiệt độ gần cửa sông Chetco lên tới 40 °F (22 °C)     cao hơn so với không có sự chuyển động của không khí.
Vào ngày 8 tháng 7 năm 2008, Brookings ghi nhận nhiệt độ cao 108 °F (42 °C) tại sân bay. Đây không chỉ là nhiệt độ cao nhất được ghi nhận trong lịch sử của thị trấn, mà còn là nhiệt độ cao nhất được ghi nhận ở Oregon vào ngày đó. Sân bay Crescent City, khoảng 30 dặm về phía nam, ghi nhận nhiệt độ cao của 68 °F (20 °C) ngày hôm đó. Nhiệt độ ở nội địa Oregon trên khắp thung lũng Willamette đạt đến nhiệt độ vào giữa những năm 1990. Hiệu ứng Brookings vẫn rất mạnh và được bản địa hóa cho đến ngày 13 tháng 7 năm 2008, khi nhiệt độ cao ở Brookings giảm xuống còn 61 °F (16 °C), thấp hơn khoảng bảy độ so với trung bình trong tháng.
Hiệu ứng Brookings giống như gió Santa Ana của mùa thu và mùa đông ở Nam California. Trong gần như mọi sự kiện được quan sát, hiệu ứng Brookings xảy ra khi có một sườn núi cao áp ngoài khơi bờ biển Tây Bắc Thái Bình Dương hoặc trên Đại bồn địa Hoa Kỳ, tùy thuộc vào thời gian trong năm và thường là mức cắt thấp ở miền nam đến miền trung California, gây ra một cơn gió đông bắc ở khu vực Brookings.
Các nghiên cứu đã chỉ ra rằng hướng bắc-nam của cửa sông Chetco và thị trấn Brookings đóng một vai trò lớn trong nhiệt độ cao được ghi nhận, và lý do ảnh hưởng được cục bộ hóa. Trong phần lớn thời gian của năm, một cơn gió biển xuất hiện dọc theo bờ biển với những cơn gió bề mặt thịnh hành từ phía tây bắc. Trung tâm của Brookings, với sự định hướng của nó, được bảo vệ khỏi dòng chảy hàng hải này và những cơn gió ấm, khô, dốc xuống, chảy xuống dải bờ biển vào hẻm núi sông Chetco sâu có thể đến bờ biển mà không bị ảnh hưởng bởi Thái Bình Dương.
Trong hiệu ứng Brookings, có một mối tương quan mạnh mẽ giữa nhiệt độ quan sát được ở Brookings và nhiệt độ 850 millibar (nhiệt độ ở khoảng 5.000 feet (1.500 m)) trong Medford, Oregon, như được xác định bởi radio được phóng hai lần mỗi ngày. Medford, nằm trong nội địa Brookings, trong một thung lũng, được bao quanh bởi Dãy bờ biển Oregon, Dãy núi Siskiyou và  Dãy núi Cascade. Nhiệt độ bề mặt ở Medford thường bị ảnh hưởng bởi các ngọn núi, nhưng nhiệt độ 850 millibar, ở ngoài bề mặt, thậm chí là ngay cả với các rặng núi trong khu vực, và do đó không bị ảnh hưởng. Dòng chảy cực mạnh của Mesoscale ở cấp độ này sẽ khiến cùng một khối không khí di chuyển về phía tây về phía Brookings. Hẻm núi sông Chetco, rất sâu ở một số nơi, hoạt động như một cái phễu để đưa mẫu đến bờ biển.
Hiệu ứng Brookings ảnh hưởng đến hành vi hỏa hoạn ở vùng hoang dã Kalmiopsis và sườn phía tây của dãy bờ biển phía nam bang Oregon (xem Chetco Bar Fire năm 2017 và Biscuit Fire năm 2002).
Thông thường vào mùa đông, nhiệt độ ở Medford có thể lên tới gần 40 °F (4 °C), trong khi nhiệt độ ở Brookings sẽ đạt đến mức trên 70 (25+ °C) do ảnh hưởng, khiến Brookings sống theo "vành đai chuối".